# Villas de San Pedro
Villas de San Pedro är en ort i Mexiko.   Den ligger i kommunen Playas de Rosarito och delstaten Baja California, i den nordvästra delen av landet, 2 300 km nordväst om huvudstaden Mexico City. Villas de San Pedro ligger 64 meter över havet och antalet invånare är 120.
Terrängen runt Villas de San Pedro är platt västerut, men åt nordost är den kuperad. Havet är nära Villas de San Pedro åt sydväst.  Närmaste större samhälle är Rosarito, 11,6 km norr om Villas de San Pedro. Omgivningarna runt Villas de San Pedro är i huvudsak ett öppet busklandskap.